# همگی ناموفق
همگی ناموفق بودند (انگلیسی: They All Fall) یک فیلم کمدی صامت کوتاه آمریکایی به کارگردانی رالف سیدر است که در سال ۱۹۲۵ منتشر شد. از بازیگران این فیلم می‌توان به اولیور هاردی و بابی ری اشاره کرد.